# Mordella leucostigma
Mordella leucostigma es una especie de coleóptero de la familia Mordellidae.

## Distribución geográfica
Habita en Chillán (Chile).